# Kontiolahti
Kontiolahti – gmina w Finlandii Wschodniej, zamieszkana przez 12 914 osób (stan na 30.06.2006).
Jest to jedno z centrów sportów zimowych w Finlandii. Rozgrywane są tu zawody Pucharu Świata i Mistrzostw Świata w biathlonie.